# Стакли, Томас
То́мас Ста́кли (англ. Thomas Stukley, также Stucley, Stukeley или Stuckley) — английский авантюрист, предполагаемый внебрачный сын короля Генриха VIII Тюдора.

## Происхождение и ранние годы

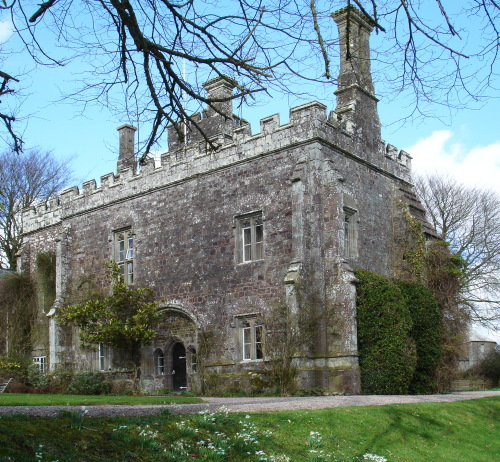
Замок Аффетон

Томас Стакли родился в замке Аффетон, графство Девон, около 1525 года. Он был третьим из пяти сыновей в семье сэра Хью Стакли (ум. 1560) и Джейн Поллард, второй дочери сэра Льюиса Полларда. Основателем рода был другой Хью Стакли, в 1437 году женившийся на единственной дочери владельца замка Аффетон, заработавший рыцарство и в 1448 году ставший шерифом Девона. Номинальный отец Томаса Стакли сделал состояние на торговле тканями и также стал шерифом графства (1544). Однако молва упорно называла Томаса Стакли незаконнорождённым сыном самого короля Генриха VIII.
В 1544 году молодой Стакли начал военную карьеру, поступив на службу к Чарльзу Брэндону, герцогу Саффолку, который возглавлял военную экспедицию во Францию для захвата Булони. Первый военный опыт и связи в армии (его родственниками были сэр Хью Поле, казначей армии, и сэр Джордж Поллард), вероятно, внушили молодому человеку определённые карьерные амбиции. Однако служба во Франции и, позднее, на шотландской границе не принесли желанных почестей и не сделали Стакли состоятельным человеком: жалование выплачивалось нерегулярно, а положение офицера-дворянина обязывало к значительным расходам на оружие, доспехи, обмундирование, лошадей, слуг. К тому же у Стакли, с детства привыкшего к комфортной жизни, рано проявилась склонность к внешнему блеску и жизни на широкую ногу (даже при бегстве в Испанию в 1570 году он не забыл захватить с собой трёх личных поваров и нескольких конюхов). Жизнь не по средствам была характерна для молодых дворян того времени, но и в этой среде Стакли приобрёл репутацию отчаянного мота, имеющего талант делать долги, «занимая повсюду», по замечанию Уильяма Сесила, «и не отдавая нигде». В качестве покровителя при дворе Стакли выбрал Эдуарда Сеймура, герцога Сомерсета — в тот момент самого влиятельного вельможу Англии, в 1547 году захватившего единоличное регентство при малолетнем Эдуарде VI. Герцог правил в Англии фактически как самодержавный монарх, однако в конце 1549 года в результате заговора высшей знати был лишён власти, а в январе 1552 года казнён. Стакли, как и многие из окружения бывшего правителя, вынужден был бежать за границу — во Францию.

## Карьера в Англии

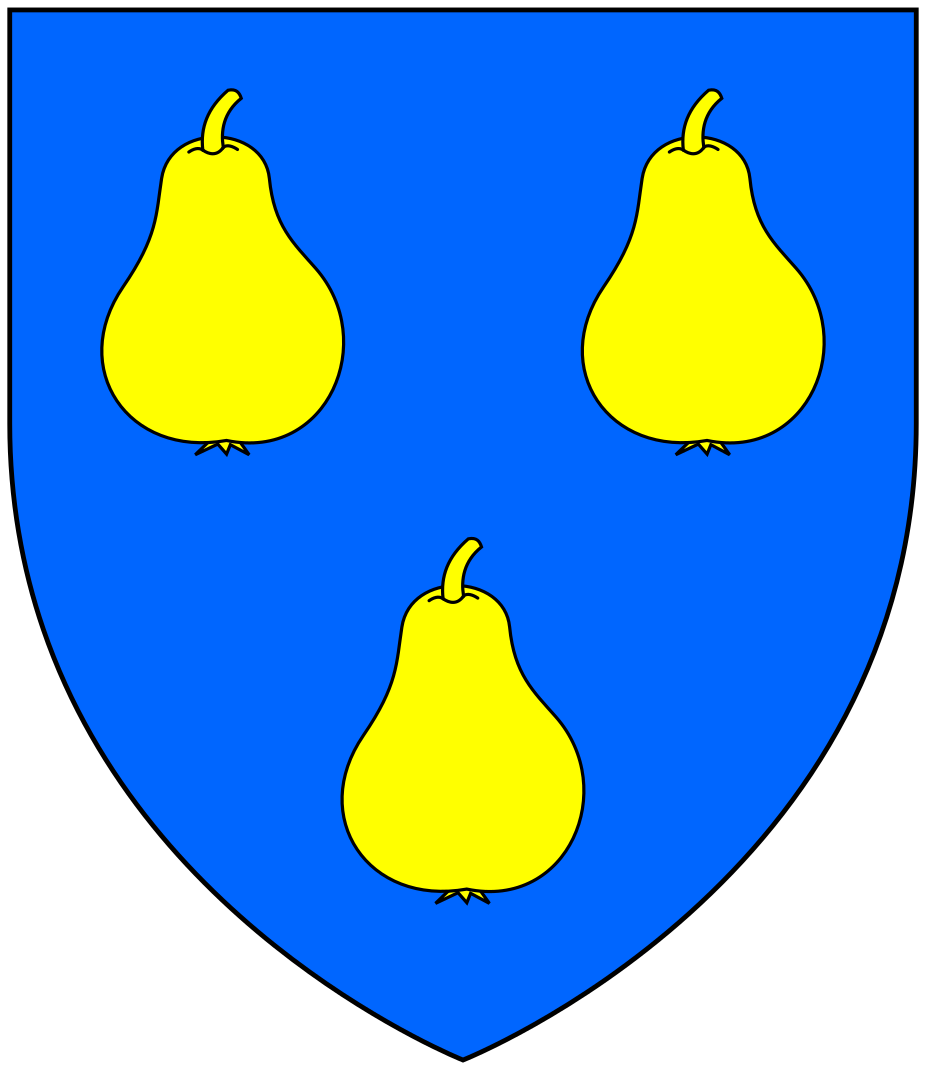
Герб рода Стакли: три золотые груши в лазурном поле. Девиз: Bellement et Hardiment

Во Франции после нескольких месяцев безуспешных попыток поступить на королевскую службу ему всё же удалось обратить на себя внимание Генриха II, возможно, во время осады Меца. Французский король снабдил Стакли рекомендательным письмом к Эдуарду VI, в котором просил простить «вину» «нашего дорогого и доброго друга» (фр. notre cher et bon ami). Вероятно, Генрих II рассчитывал использовать Стакли для получения полезной информации для планировавшегося им захвата Кале.
Разумеется, у англичан рекомендательное письмо от короля Франции — старого противника, недавнего врага, с которым лишь недавно был заключён непрочный мир, — не могло не вызвать подозрений. Чувствуя опасность своего положения, Стакли решился любой ценой вернуть доверие нового правительства. Представ перед Тайным советом, он внезапно заявил, что спешил вернуться в страну, чтобы раскрыть коварные намерения французского короля, а именно планы вторжения в Англию с целью реставрации католицизма.
Лорды, в том числе фактический правитель Англии герцог Нортумберленд, отнеслись к заявлению Стакли скептически. Сесил предлагал отправить его обратно во Францию для сбора дополнительных сведений, но герцог Нортумберленд выбрал более макиавеллевский план. Приготовления французов (если они в действительности имели место), будучи раскрытыми, были уже неопасны, и он решил завоевать расположение Генриха II, рассказав ему о предательстве Стакли и одновременно предложив ответить на обвинения. Генрих II, естественно, отверг все обвинения, после чего Стакли был брошен в Тауэр, где оставался до конца правления Эдуарда VI и едва не погиб.
Его спасла очередная смена власти в Англии. В 1553 году скончался 15-летний Эдуард VI, а герцог Нортумберленд, после безуспешной попытки возвести на престол Джейн Грей, выданную замуж за его сына, был свергнут сторонниками принцессы Марии и казнён. Новая королева объявила о реставрации католицизма и даровала помилование всем, кто подвергся преследованию со стороны бывших правителей Англии. 6 августа 1553 года Стакли вышел на свободу, но его преследовали кредиторы, и он был вынужден вновь покинуть страну.
Путь во Францию теперь был для него закрыт, поэтому Стакли с позволения королевы поступил на службу Габсбургам в Нидерландах, где воевал под началом Эммануила Филиберта, герцога Савойского. Из Нидерландов он писал Марии, информируя её о положении дел на континенте, и однажды даже переслал ей перехваченное письмо Генриха II французскому послу в Англии, содержащее ценную военно-политическую информацию. Когда герцог Савойский отправился в Лондон на бракосочетание королевы Марии и Филиппа Испанского, приходившегося герцогу кузеном, Стакли решил его сопровождать. Вопрос долгов Стакли всё ещё не был урегулирован, поэтому, чтобы избежать ареста, он обратился за помощью к королеве, и ему была дарована защита от преследования сроком на 6 месяцев.
Стакли попытался поправить своё финансовое положение женитьбой на Энн Кёртис (англ. Anne Curtis), внучке и единственной наследнице богатого лондонского олдермена сэра Томаса Кёртиса, но получить требуемую сумму у прижимистого родственника не удалось, поэтому Стакли ввязался в очередные авантюры. 13 мая 1555 года последовал приказ шерифов Девона и Чешира об аресте Стакли и его сообщников по обвинению в фальшивомонетничестве. Это было серьёзное обвинение, грозившее плахой, и он был снова вынужден бежать на континент, но заслужил прощение, сражаясь под командованием герцога Савойского при Сен-Кантене. В 1558 году несколько испанских купеческих кораблей были ограблены у берегов Девона и Корнуолла людьми Стакли. Адмиралтейский суд, однако, счёл недостаточными доказательства для выдвижения обвинения в пиратстве. Тем временем скончался, не успев составить завещания, Томас Кёртис, и в руки Стакли попало огромное состояние. В течение полутора лет он вёл крайне расточительный образ жизни, тратя, по слухам, до 100 фунтов стерлингов в день. После того, как средства иссякли, Стакли был вынужден в очередной раз прибегнуть к долгам, а для их выплаты заложить имущество жены.
17 ноября 1558 года скончалась королева Мария. К власти пришла её единокровная сестра Елизавета, вскоре восстановившая англиканскую церковь. В ответ папский престол объявил её еретичкой и освободил её подданных от присяги королеве. Хотя Елизавета не подвергла репрессиям окружение своей предшественницы, католики были отстранены от власти и ограничены в правах. Положение Стакли не пошатнулось: в апреле 1561 году он стал капитаном (губернатором) в пограничном Берике. В следующем году он познакомился и завёл дружеские отношения с Шейном О’Нилом, главой одного из ирландских кланов, прибывшим в Лондон на переговоры. Это знакомство наложило серьёзный отпечаток на всю его последующую жизнь.
Чтобы поправить материальное положение, Стакли решил заняться каперством, для чего представился удобный случай. Французский гугенот Жан Рибо, предпринявший попытку основать колонию в Северной Америке, по возвращении домой столкнулся с разгорающейся религиозной войной и решил обратиться за финансовой и политической поддержкой к Елизавете I. Помощь была обещана, а Стакли был назначен заместителем командующего экспедицией во Флориду. Скоро между Рибо, неправильно истолковавшим условия соглашения, и англичанами возник конфликт, француз был брошен в Тауэр, а Стакли единолично возглавил экспедицию. Как показали последующие события, он и не думал пересекать океан, а намеревался обогатиться за счёт грабежа иностранных купеческих караванов в европейских водах.
14 июня 1563 года Стакли устроил для развлечения королевы масштабную навмахию на Темзе. Имитация морского боя с «неверными» включала сложные костюмы, пиротехнику, постановочное фехтование и потоки бутафорской крови. Мероприятие произвело большое впечатление на Елизавету I и её подданных, заполнивших все окрестные берега.
25 июня 1563 года Стакли прибыл в Гринвич на прощальную аудиенцию у королевы. Оттуда он отплывал в Плимут, где должен был состояться сбор его флотилии. Свидетель этой встречи записал примечательный диалог, состоявшийся между Елизаветой I и Стакли:

Самоуверенный донельзя, он заявил без тени смущения королеве Елизавете, что предпочёл бы скорее быть правителем кротовой норы, чем самым высокопоставленным подданным величайшего христианского королевства, добавив, что не сомневается в том, что успеет стать государем, прежде чем умрёт. «Надеюсь, — сказала Елизавета, — я получу от вас известие, когда вы утвердитесь в вашем государстве». «Я напишу к вам» — молвил Стакли. «На каком языке?» — спросила королева. Он отвечал: «Так, как это принято у государей: „Нашей дорогой сестре“».
Оригинальный текст (англ.)So confident his ambition, that he blushed not in telling Queen Elizabeth, that he preferred to be the sovereign of a mole-hill than the highest subject of the greatest kingdom of Christendom, adding, moreover, that he was assured of being a prince before his death: I hope (said Elizabeth) I shall hear from you, when you are instated in your principality. I will write unto you. (quoth Stukeley.) In what language? (saith the Queen.) He returned: In the stile [sic] of princes: ‘To our dearest sister’.

В течение двух лет Стакли грабил испанские, португальские и французские торговые корабли в Ирландском море и Бискайском заливе. Его действия вызвали скандал в Европе, и английский посол в Мадриде «опускал голову от стыда» за этот позорный бизнес. Когда постоянные жалобы иностранных дипломатов стало уже невозможно игнорировать, Елизавета I приказала арестовать Стакли и нескольких его сообщников. Ему предъявили длинный список обвинений, связанных не только с пиратством, но и с обманом кредиторов. Однако Стакли снова удалось избежать наказания со стороны Адмиралтейского суда, а дальше в его судьбу в очередной раз вмешалась политика.
Его услуги потребовались в Ирландии, где усилился О’Нил, разгромивший враждебный клан и угрожавший самому Пейлу. Английский наместник Ирландии (англ. Lord Deputy of Ireland) Генри Сидни имел в своём распоряжении гораздо меньшие силы, а переговоры зашли в тупик. Казалось, доверие, возникшее между сторонами во время визита О’Нила в Лондон, окончательно исчезло. Сидни требовалось любой ценой выиграть время, чтобы получить подкрепление из Англии. И вот 18 июня 1566 года О’Нил прислал Елизавете I и высшим сановникам письма, в которых просил вернуть Стакли королевское расположение и назначить его посредником для урегулирования ирландских дел. Хотя подоплёка этого обращения неизвестна, вполне возможно, что ранее сам Стакли писал О’Нилу и предлагал свою помощь. Поскольку лояльность О’Нила имела решающее значение для мира в Ирландии, Тайный совет высказался в пользу Стакли, хотя позиция королевы была менее определённой.
Стакли отправился на остров, где возобновил знакомство с О’Нилом и завоевал доверие Сидни. Казалось, его самые смелые мечты начинают сбываться. За 3000 фунтов стерлингов, добытых грабежом на море, он выкупил с одобрения Сидни поместья и титул у крупного землевладельца Николаса Бегнела (с большой скидкой, потому что во время беспорядков в Ирландии большая часть владений оказалась в руках О’Нила), а также право занимать высший военный пост маршала Ирландии. К этому времени Энн Кёртис уже умерла, и он женился снова, на вдове-ирландке Элизабет Пеппард (англ. Elizabeth Peppard). Хотя его новая жена была немолода (настолько, что уже имела замужнюю внучку), это был многообещающий брак для Стакли: покойный муж Элизабет Пеппард управлял в интересах английской короны золотыми и серебряными рудниками в Уэксфорде, к тому же Стакли приобретал родственные связи с несколькими ирландскими кланами. Однако, полагая, что оказанные английской короне услуги означают забвение всех его прошлых прегрешений, Стакли ошибался. В письме к Сидни королева писала:

…Мы находим странным привлечение Томаса Стакли на службу в любом качестве, принимая во внимание, насколько он скомпрометирован не только в нашем собственном королевстве, но и в других странах.
Оригинальный текст (англ.)…We find it strange that Thomas Stucley should be used there in any service considering the general discredit he remains in, not only in our own Realm, but in other countries abroad.

К тому же Стакли вёл себя несдержанно и имел неосторожность публично оскорбить кузину королевы. Антипатия к нему Елизаветы I, начавшаяся после упомянутого диалога в Гринвиче, только увеличивалась. К этому времени О’Нил снова воевал с англичанами, его войска были разбиты Сидни, а сам он 2 июня 1567 года убит соперничающим кланом. Хотя благодаря протекции Сидни по итогам войны Стакли был щедро награждён, его неосторожные заигрывания с недавними мятежниками очень скоро привели его к лишению всех титулов и тюрьме. Стакли и на этот раз удалось оправдаться, но было очевидно, что его карьере в Англии пришёл конец. Он стал задумываться о прямом мятеже как о единственном средстве достижения своих целей.

## Бегство в Испанию

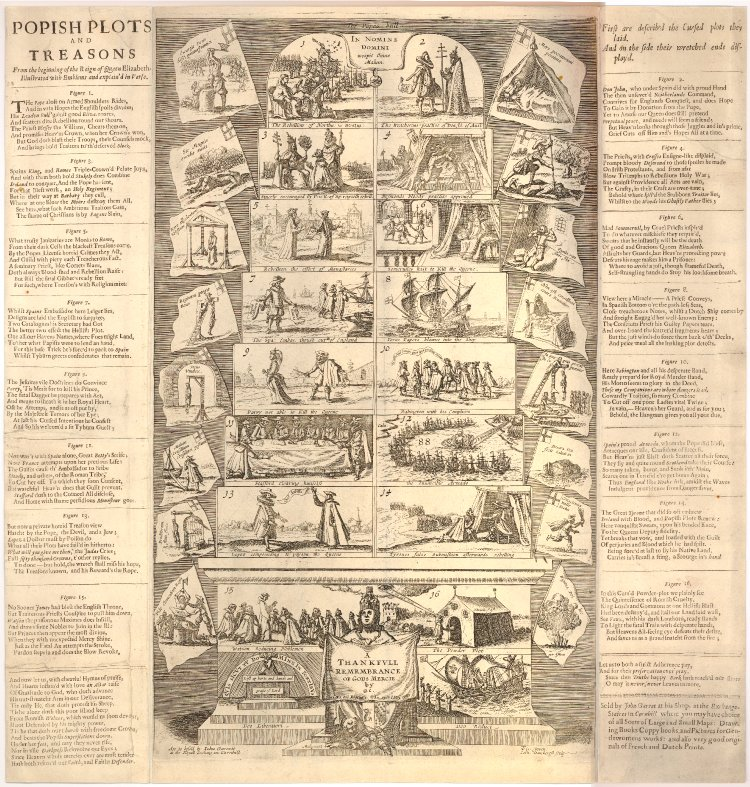
«Папистские заговоры и измены» (1625). Серия пропагандистских гравюр Корнелиса Данкертса. На гравюре № 3 изображён коленопреклонённый Стакли перед папой Григорием XIII и королём Филиппом II, вдохновляемый ими на мятеж в Ирландии

Наконец, Стакли окончательно определился с планом действий: вооружённое вторжение в Англию с использованием Ирландии как плацдарма, на испанские деньги и с испанской военной помощью. Очевидно, Стакли надеялся, что польза, которую он может принести испанской короне, перевесит его предшествующие «подвиги» на море. Хотя О’Нила уже не было в живых, он рассчитывал, что сможет поднять на очередное восстание ирландские кланы. После того, как испанская армия свергнет Елизавету, единокровный брат Филиппа II дон Хуан Австрийский сочетается браком с Марией Стюарт. Англия снова станет католической, а Стакли — герцогом Ирландии.
Взяв с собой 10-летнего сына от брака с Энн Кёртис Уильяма, но оставив жену, 17 апреля 1570 года Стакли отплыл в Испанию, где вначале встретил прохладный приём. К этому времени испанская монархия находилась в трудном положении. В 1566 году в Испанских Нидерландах начались события, вскоре переросшие полномасштабную национально-освободительную войну с религиозным оттенком против владычества католиков-испанцев. Немецкие и английские протестанты сочувствовали своим единоверцам. Елизавета I, официально соблюдая нейтралитет, тайно помогала повстанцам. Это не было секретом для короля Испании, и дело шло к прямому столкновению держав. При этом на Средиземном море шла беспрерывная война с турками и берберскими пиратами.
Только после нескольких месяцев ожидания, в течение которых он бомбардировал короля письмами с описанием плана своего ирландского предприятия, Стакли (или, как его называли испанцы, Señor Estucláy) получил приглашение в Мадрид. Влиятельный аристократ герцог Фериа, бывший послом в Англии при королеве Марии и женатый на англичанке, ввёл Стакли в круг испанской знати и представил королю. Стакли удалось сыграть на чувствах монарха: он выставил себя рьяным католиком, несправедливо изгнанным с Родины за верность интересам Церкви. Филипп II пожаловал ему виллу в окрестностях Мадрида, необходимое содержание и пособие в 6000 дукатов.
Действия Стакли не укрылись от внимания Елизаветы I, которая с возрастающим раздражением следила за ним через своих агентов на континенте. В 1571 году она направила письмо Филиппу II, в котором, заявляя о своей приверженности миру между двумя странами, постаралась всячески очернить своего бывшего подданного и вызвать недоверие к нему со стороны короля. Она называла Стакли «беглецом и мятежником», «мотом.., спустившим состояние не только своё, но и своих жён, как в Англии, так и в Ирландии» и человеком, который «не мог бы быть полезен ни одному королю».
Стакли тем временем вёл довольно комфортную, но беспокойную жизнь. Филипп II долго не принимал определённого решения относительно его ирландского предприятия, возможное улучшение англо-испанских отношений не сулило Стакли ничего хорошего, а жившие в Испании ирландские и английские изгнанники завидовали благосклонности к нему со стороны короля и стремились любым способом ослабить его позиции при дворе. В 1571 году закончился провалом так называемый заговор Ридольфи, состоявший в попытке вооружённым путём заменить на английском престоле Елизавету I на Марию Стюарт и поддержанный королём Испании и папой римским. Это на время охладило энтузиазм Филиппа II относительно ирландских и английских дел; не продвинуло Стакли в реализации его планов даже участие в том же году в знаменитой битве при Лепанто под началом дона Хуана Австрийского, в которой англичанин командовал эскадрой из трёх галер.
К 1574 году созрели условия для испанского военного вмешательства на Британских островах. Филипп II планировал снарядить армаду из 233 кораблей и 13 000 моряков и солдат под командованием опытного адмирала и конкистадора Педро Менендеса де Авилеса, с помощью которой нанести удар по Ла-Маншу, открыть коммуникации с восставшими ирландцами и обеспечить контроль над морским путём в Нидерланды. По сведениям, полученным Елизаветой I, Стакли должен был командовать эскадрой из 8 больших галеонов с контингентом войск на борту, предназначенным для высадки в Ирландии, а затем в Англии. Однако этой, первой, попытке испанского вторжения в Англию не было суждено осуществиться: правительство Елизаветы I предприняло дипломатические усилия для урегулирования назревающего конфликта, возросшая активность турок препятствовала выводу значительных сил из Средиземноморья, а экипажи кораблей опустошила вспыхнувшая эпидемия чумы. Но главной причиной, заставляющей Филиппа II искать временного компромисса с англичанами, было очередное банкротство испанской короны в результате затяжных войн и отпадения богатых Нидерландов, приведшее к задержке выплаты жалования войскам и солдатским мятежам.
В этих условиях Стакли становился ненужной и дорогостоящей обузой для короля Испании, тем более что условия соглашения, предлагаемого Елизаветой I, предусматривали изгнание всех английских и ирландских перебежчиков. Филипп II прекратил финансирование Стакли и не отвечал на его обращения. Вскоре англичанину было предписано отправиться в Рим, причём его сын оставался при королевском дворе, официально — для получения образования, фактически — чтобы гарантировать лояльность отца.

## Планы высадки в Ирландии и гибель

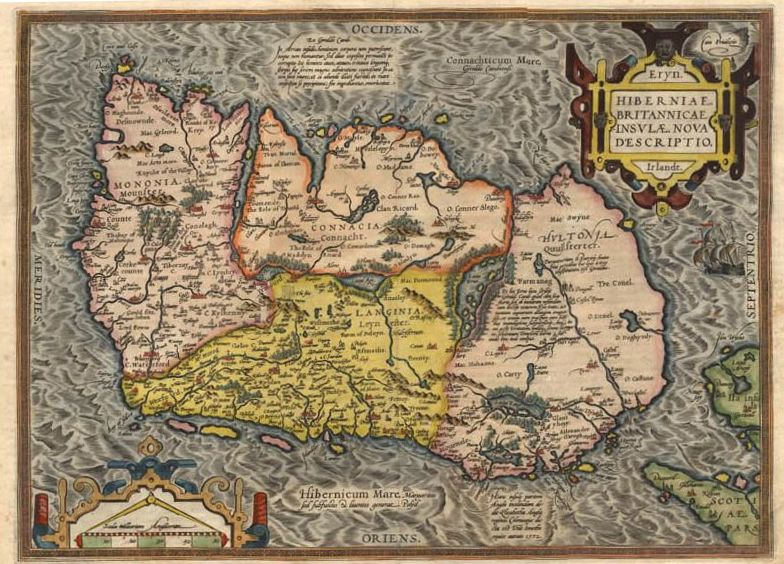
Карта Ирландии из атласа Абрахама Ортелия (1573)

Папский престол, неизменно враждебный английским протестантам, оставался единственной серьёзной силой, способной поддержать Стакли. В Риме Стакли удалось быстро наладить нужные связи и завоевать доверие папы Григория XIII. Ирландская экспедиция снова обретала реальные черты. Однако Стакли оказался не первым, кто обратился к папе римскому с подобным предложением. Ирландский аристократ Джеймс Фицморис Фицджеральд, предводитель недавнего (1569—1573) восстания против англичан, после его поражения вынужденный бежать из страны, как и Стакли, прибыл в Рим через Мадрид. Они были знакомы ранее, хотя и не испытывали большого доверия друг к другу; тем не менее, римской курии их союз казался естественным и необходимым.
Несмотря на то, папа римский встретил предложение Стакли с гораздо бо́льшим энтузиазмом, чем Филипп II, ещё три года прошло в дискуссиях. К 1577 году финансовое положение Стакли напоминало последние недели в Мадриде. В отчаянии он отправился в Нидерланды, чтобы просить о помощи своего бывшего командующего дона Хуана Австрийского, незадолго до того назначенного правителем мятежных провинций. Тот писал своему единокровному брату, стараясь убедить его помочь Стакли, однако Филиппу II в этот момент меньше всего была нужна война с Англией.
К счастью для Стакли, Григорий XIII окончательно определился. Фицморис отплыл в Испанию с письмом королю, предписывающим оказывать ему и Стакли содействие; Стакли должен был последовать за ним. Папа осы́пал Стакли титулами, удержав, однако, самый заветный: эрцгерцога Ирландии. Хорошо чувствуя настроения ирландцев, римский понтифик намеревался в случае успеха предприятия даровать своему протеже не верховную власть над всем островом, а лишь маркизат в Ленстере.
Для экспедиции был нанят 800-тонный галеон «Святой Иоанн Креститель» и закуплено оружие на 3000 человек. Римский аристократ Паоло Джордано Орсини (как и Стакли, участник битвы при Лепанто) завербовал около 600 наёмников-итальянцев. Несмотря на то, что папский престол отпустил значительные средства, экспедиция была подготовлена плохо, возможно, потому, что во время пребывания в Риме Стакли наделал долгов, которые теперь вынужден был погашать из бюджета экспедиции. Не хватало припасов, пушек, а наёмники, за исключением 80 ветеранов, представляли собой недисциплинированный сброд из римских низов, генуэзцев и корсиканцев, которым не сообщили конечной цели предприятия. Экспедиция ещё не началась, а они уже потребовали, угрожая командиру оружием, выплаты вперёд двойного жалованья.
Наконец, в марте 1578 года корабль отплыл из Чивитавеккьи, и сразу же сказалась его неготовность к длительному морскому переходу. С трудом обогнув Корсику и пройдя Лионский залив, «Святой Иоанн Креститель» бросил якорь в заливе порта Паламос. Видя плачевное состояние корабля, Стакли отправил срочные депеши в Рим и Мадрид, прося дополнительные средства на его ремонт и оснащение. Тем временем в отряде снова началось брожение. Почуяв недоброе, Стакли запретил увольнение на берег, однако около 50 человек проигнорировали запрет и уплыли в город на баркасе, где, добравшись до спиртного, начали потасовку с горожанами и вынуждены были бежать обратно на корабль. Семь человек дезертировали, в том числе пятеро друзей Орсини, на которых Стакли больше всего рассчитывал.
Когда Стакли доплыл до Кадиса, его настигло предложение Филиппа II временно отложить экспедицию, с тем чтобы поучаствовать в предприятии его двоюродного племянника — короля Португалии Себастьяна I. Молодой король был проникнут средневековыми рыцарскими идеалами и своей главной целью видел борьбу за распространение католицизма и приобретение земель для Португалии в Северной Африке. Воспользовавшись в качестве повода обращением к нему за помощью султана Марокко, изгнанного с турецкой помощью другим претендентом на престол, Себастьян I решил провести полномасштабное вторжение и навсегда закрепить эти земли за христианами. Истратив фантастическую сумму в 800 000 крузадо, он собрал внушительную армию, куда помимо португальцев вошли испанские, немецкие и валлонские наёмники, к которым позже должны были присоединиться союзники-марокканцы. Предполагалось, что после покорения Марокко португальский король окажет помощь в ирландской экспедиции. Предложение Филиппа II означало сильную отсрочку планов Стакли и противоречило указаниям папы римского, однако с трюмом, затопленным водой на 12 футов, и острой нехваткой средств выбора у него не оставалось. К этому времени уверенность Стакли в успехе его ирландского предприятия сильно поколебалась, и в разговоре с королём он даже заявил, что слишком хорошо знает Ирландию, в которой его не ожидает ничего «кроме голода и вшей». Чтобы избежать гнева папского престола, он вступил в переписку, делая упор на плохое состояние корабля. В Лиссабоне его солдаты вновь начали задирать горожан и друг друга, и раздражённый Себастьян после нескольких подобных случаев приказал заключить их капитанов в тюрьму, пригрозив остальным смертью в случае повторения. Стакли ничего не мог поделать: его авторитет как командира упал ещё больше.

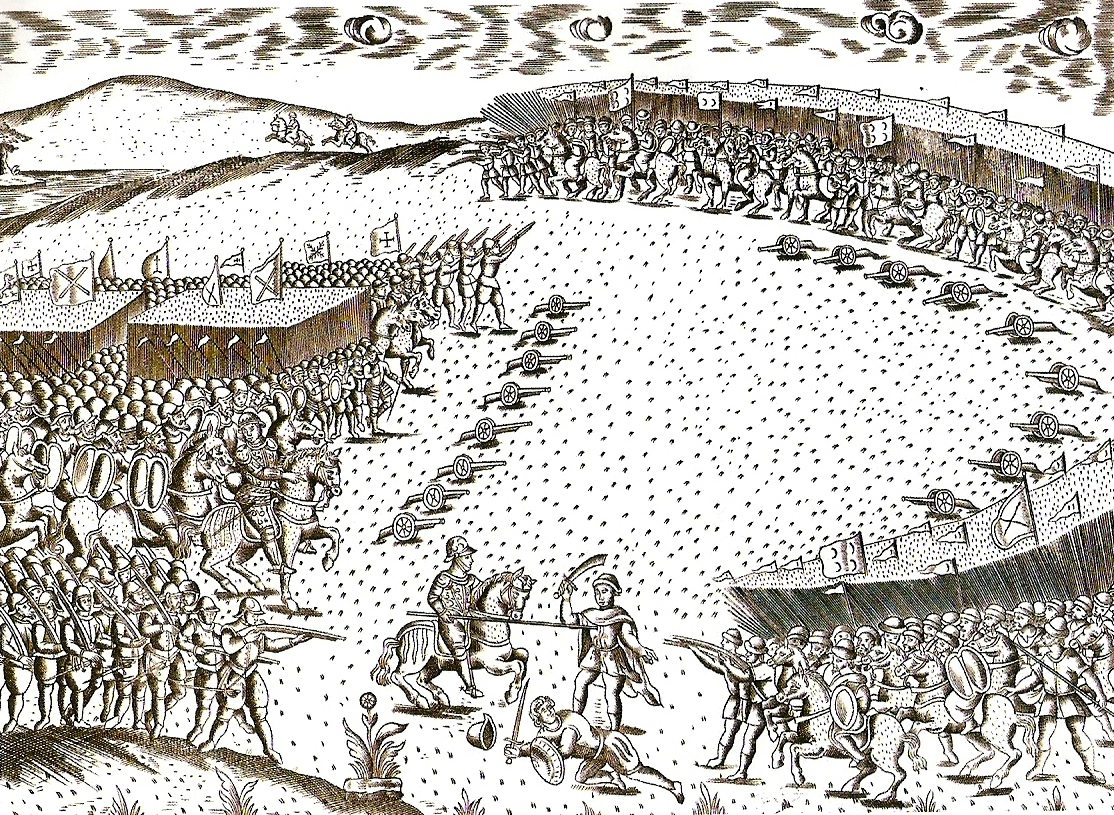
Битва при Эль-Ксар-эль-Кебире.
Гравюра Мигеля Лейтау де Андрада (1629)

В июне 1578 года флот из 400 судов отплыл в сторону Марокко, по пути на 10 дней остановившись в Кадисе, и через месяц высадил армию в Асиле. Первоначальный план состоял в движении армии вдоль берега в сопровождении флота для захвата Лараша. Однако затем Себастьян I принял решение наступать прямо вглубь страны для решительного сражения с противником. Его армии не хватало боевой подготовки, дисциплины и сплочённости, а движение затруднял огромный обоз, включавший повозки с багажом дворян и большое количество нестроевых и штатских. Стакли и другие опытные офицеры ещё на военном совете в Асиле высказались против этого плана действий, указывая королю на его главный недостаток: невозможность использовать флот как средство снабжения и транспортировки. Однако Себастьяну не терпелось сразиться с мусульманами, он в резкой форме отверг эти советы, и армия за 6 дней была вынуждена покрыть 40 миль, страдая от жары и жажды. На последнем военном совете 3 августа король обратился к присутствующим с вопросом: какую тактику выбрать — наступательную или оборонительную? Офицеры-иностранцы молчали, а марокканский союзник предложил выжидать: до него дошли сведения о том, что вражеский полководец тяжело болен и находится при смерти. Несмотря на крайнее утомление войск, Себастьян приказал на следующий день атаковать.
Позиция португальцев была выбрана неудачно: в тылу у них оказались реки, уровень которых сильно повышается во время прилива. Армия Себастьяна образовала огромное каре посреди равнины. Стакли с итальянцами и испанцами занял место на левом фланге. В ходе многочасовой битвы португальцам, несмотря на яростные атаки, не удалось сломить сопротивление противника; сами они были окружены марокканской кавалерией. Стакли погиб: по одной версии, был убит в начале битвы пушечным ядром, оторвавшим ему ноги, по другой — убит собственными солдатами-итальянцами, окончательно деморализованными и утратившими доверие к своему командиру. Битва завершилась разгромом португальцев и их союзников, король погиб, не оставив наследника, а его страна в скором времени на 60 лет утратила независимость.

## В литературе
- «Известная история жизни и смерти капитана Стакли» (анонимная пьеса, поставлена в 1596, опубликована в 1605).
- Дж. Пил. «Битва при Альказаре со смертью капитана Стакли» (пьеса-хроника, 1589).
- Упоминается в романе Чарльза Кингсли «Вперёд, на Запад!» (1855).